# Larry Kulok

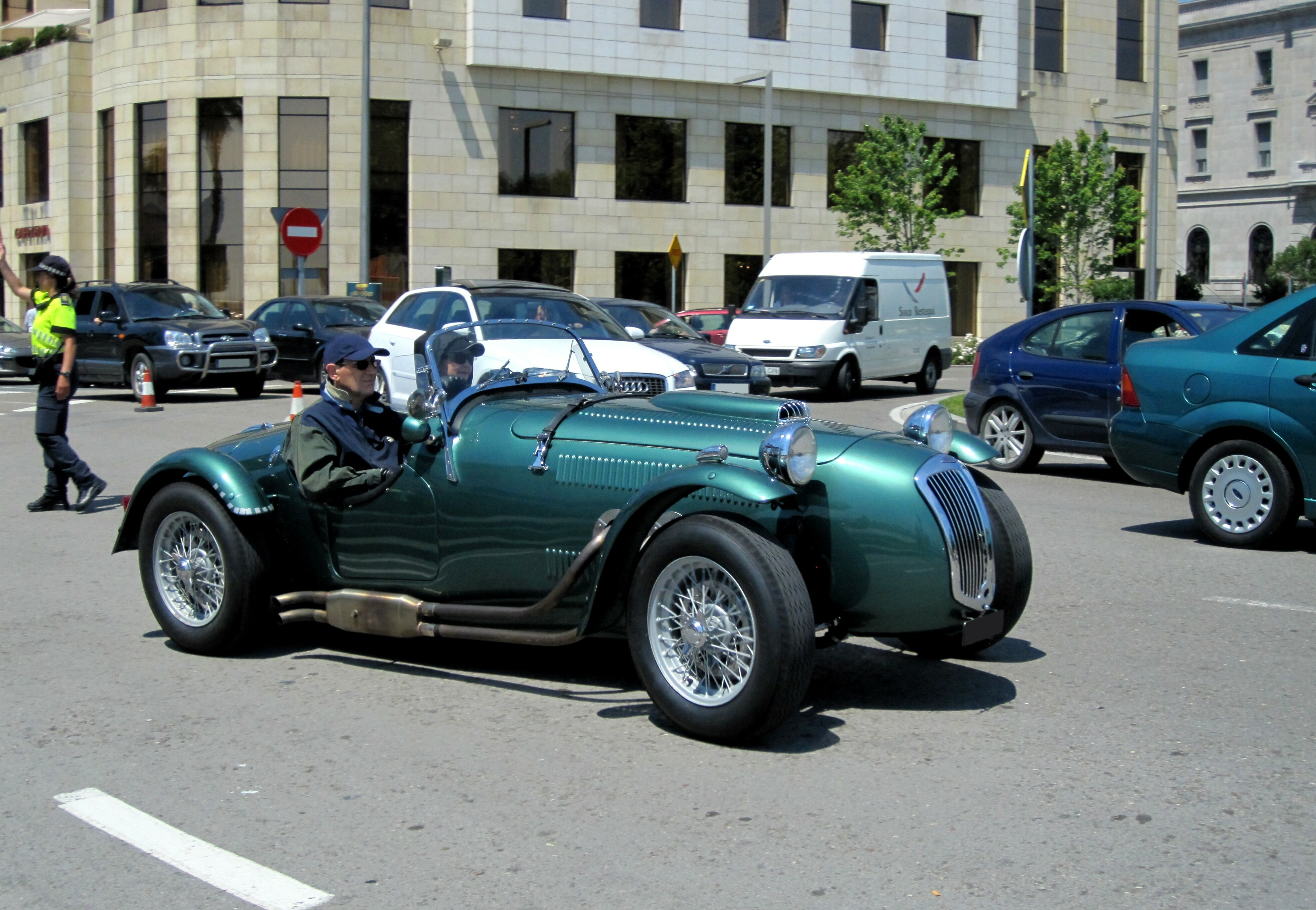
Frazer Nash LM Replica, wie ihn Larry Kulok 1952 in Sebring fuhr

Lawrence „Larry“ Kulok war ein US-amerikanischer Autorennfahrer.

## Karriere als Rennfahrer
1952 begann die bis in die Gegenwart dauernde Geschichte des inzwischen legendären 12-Stunden-Rennens von Sebring. Erste Gesamtsieger waren Larry Kulok und dessen Teampartner Harry Grey, die auf ihrem Frazer Nash LM in 12 Stunden 1213,445 km zurücklegten. Der Sieg kam überraschend zustande, da der überlegen führende Ferrari 340 America von Bill Spear und Briggs Cunningham nach einem Aufhängungsschaden ausfiel. 
Kulok, der zu Beginn der 1950er-Jahre einige nationale Sportwagenrennen gewann, konnte in den folgenden Jahren nicht mehr an den Erfolg in Sebring anknüpfen.

## Statistik

### Sebring-Ergebnisse
| Jahr | Team             | Fahrzeug               | Teamkollege | Platzierung | Ausfallgrund |
| ---- | ---------------- | ---------------------- | ----------- | ----------- | ------------ |
| 1952 | Stuart Donaldson | Frazer Nash LM Replica | Harry Grey  | Gesamtsieg  |              |
| 1954 | George McClellan | Frazer Nash LM Replica | Harry Grey  | Ausfall     | Motorschaden |

### Einzelergebnisse in der Sportwagen-Weltmeisterschaft
| Saison | Team             | Rennwagen              | 1   | 2   | 3   | 4   | 5   | 6   |
| ------ | ---------------- | ---------------------- | --- | --- | --- | --- | --- | --- |
| 1954   | George McClellan | Frazer Nash LM Replica | BUA | SEB | MIM | LEM | RTT | CAP |
| 1954   | George McClellan | Frazer Nash LM Replica | DNF |     |     |     |     |     |